# Садунц
Саду́нц (вірм. Սադունց) — село в марзі Арагацотн, на північному заході Вірменії. Село розщташоване на трасі Артік—Алагяз, на північ від гори Арагац. Село розташоване за 21 км на схід від Артіка, що у свою чергу розташований на трасі Єреван—Гюмрі, за 9 км на південний захід від Алагяза та за 22 км на північний захід від Апарана. Найближчі села — це Сангяр (за 5 км на схід), Цахкаовіт (за 4 км на південний схід), Гехадзор (за 4 км на південний захід), Беркарат (за 4 км на північний захід).
Більшість населення складають єзиди.